# Luigi Freroni
Luigi Freroni (Acquanegra sul Chiese, 27 settembre 1955) è un ex danzatore su ghiaccio italiano.

## Biografia
Nato nel 1955 ad Acquanegra sul Chiese, in provincia di Mantova, a 20 anni ha partecipato ai Giochi olimpici di Innsbruck 1976, nella danza su ghiaccio, in coppia con Isabella Rizzi, terminando 14º con 168,64 punti.
Ai Mondiali ha chiuso 15º a Göteborg 1976 e 11º con 174,08 punti a Tokyo 1977; agli Europei è invece arrivato 13º a Zagabria 1974, 14º a Copenaghen 1975, 14º a Ginevra 1976, nono a Helsinki 1977, ottavo a Strasburgo 1978 e ottavo a Zagabria 1979. In tutti i casi ha gareggiato nella danza su ghiaccio con Isabella Rizzi come compagna.
Con Isabella Rizzi è stato campione italiano nella danza su ghiaccio per tre volte, consecutive, dal 1977 al 1979.
Sul finale della carriera ha partecipato ad alcune gare internazionali con Marilena Medea.